# Третьяков, Александр Фадеевич
Александр Фадеевич Третьяков (8 января 1954 года, Омск — 1 октября 2023 года, Санкт-Петербург) — советский и российский композитор, лауреат фестиваля «Песня года» (1983 год) лауреат различных музыкальных конкурсов СССР

## Биография
Как композитор Александр Третьяков получил известность в середине 1980-х годов. Тогда фирма «Мелодия» выпустила виниловый диск-гигант «Заповедная страна» с песнями Александра Третьякова и Евгения Ростовского на стихи Юрия Поройкова. В разное время песни Александра Третьякова входили в репертуар Эдиты Пьехи, Михаила Боярского, Павла Смеяна, Екатерины Семёновой, Ольги Зарубиной, Алексея Глызина, Виктора Кривоноса, Марины Капуро, Альберта Асадуллина, Юрия Охочинского, Семёна Канады, группы «Чай вдвоём» и других популярных исполнителей. Сотрудничал с такими поэтами-песенниками, как Леонид Дербенёв, Михаил Рябинин, Николай Денисов, Юрий Поройков, Юрий Марцинкевич, Виктор Жилин, Антон Бубнов.
Жил и работал в Санкт-Петербурге.

## Дискография
- 1987 год — «Заповедная страна (Песни на стихи Юрия Поройкова)» (винил)[4]

## Избранные песни
- «Джаз Утёсова» (слова Юрия Марцинкевича), исполняет Михаил Боярский
- «Не надо слов» (слова Михаила Рябинина), исполняет Михаил Боярский
- «Старый пруд» (слова Всеволода Галкина), исполняет Михаил Боярский
- «Кто ты?» (слова Юрия Поройкова), исполняет Михаил Боярский
- «Юный Петербург» (слова Антона Бубнова), исполняет Михаил Боярский
- «Помолчим» (слова Юрия Поройкова), лауреат Песни-83, исполняет Эдита Пьеха
- «Заповедная страна» (слова Юрия Поройкова), исполняет Екатерина Семёнова
- «Это ж надо» (слова Юрия Поройкова), исполняет Екатерина Семёнова
- «Берега» (слова Юрия Поройкова), исполняет Павел Смеян
- «Остановись!» (слова Юрия Поройкова), исполняет Алексей Глызин
- «Если я с ума не сойду» (слова Леонида Дербенёва), исполняет Алексей Глызин
- «Море» (слова Юрия Поройкова), исполняет Алексей Глызин
- «Якорь» (слова Всеволода Галкина), исполняет Алексей Глызин
- «Моя земля» (слова Юрия Поройкова), исполняет Юрий Охочинский
- «Образ с именем Елена» (слова Виктора Жилина), исполняет Альберт Асадуллин
- «Нагадали» (слова Юрия Поройкова), исполняет Ольга Зарубина[1]